# Olga Jackowska
Olga Aleksandra "Kora" Sipowicz, nacida Ostrowska, anteriormente Jackowska (Cracovia, 8 de junio de 1951-Bliżów, 28 de julio de 2018), fue una cantante y compositora de rock polaca. 

## Biografía
Fue vocalista de la banda de rock polaca Maanam (1976-2008). También fue conocida por hacer la voz de Edna Moda en polaco de la película Los Increíbles.
Fue diagnosticada con cáncer ovárico en 2013. Murió de la enfermedad el 28 de julio de 2018, a la edad de 67.

## Discografía
| Año                                                              | Título | Mejor posición en los rankings POL | Certificaciones |
| ---------------------------------------------------------------- | --- | ---------------------------------- | --------------- |
| 1993                                                             | Ja pana w podróż zabiorę - Fecha: 1993 - Sello discográfico: Kamiling Co                                                   | —                                  |                 |
| 2001                                                             | Złota Kolekcja. Magiczne słowo – sukces - Fecha: 20 de julio de 2001 - Sello discográfico: Pomaton EMI                     | —                                  |                 |
| 2003                                                             | Kora Ola Ola! - Fecha: 17 de febrero de 2003 - Sello discográfico: Polskie Radio/Kamiling Co/BMG Polonia                   | 1                                  |                 |
| 2008                                                             | Metamorfozy (Con 5.º Elemento) - Fecha: 26 de septiembre de 2008 - Sello discográfico: Kamiling Co/Música Universal Polska | 19                                 |                 |
| 2011                                                             | Ping Pong - Fecha: 10 de noviembre de 2011 - Sello discográfico: Kamiling Co/EMI Polonia de Música                         | 16                                 | - POL: Oro      |
| 2012                                                             | Ping Pong − Małe wolności - Fecha: 27 de noviembre de 2012 - Sello discográfico: Kamiling Co/EMI Polonia de Música         | —                                  |                 |
| "—" denota una grabación que no entró en los rankings musicales. | |                                    |                 |